# Centre de Convencions de Kigali
El Centre de Convencions de Kigali és un centre de convencions a Kigali, la capital i ciutat principal de Ruanda.

## Localització
El centre de convencions està situat a l'Autopista KN5, adjacent a la rotonda KG2, a prop de 6 km a l'oest de l'Aeroport Internacional de Kigali. Està a uns 7 km a l'est del veïnat de Kigali anomenat Nyabugogo.

## Informació general
El 2007, tres inversors corporatius de Ruanda van agrupar recursos per construir el complex immobiliari. Van formar una companyia anomenada Ultimate Concept Limited, per desenvolupar i posseir el centre. El centre té quatre components principals:
1. Un hotel de 5 estrelles, Radisson Blu Hotel Kigali, amb 292 habitacions en sis plantes
2. Centre de conferències amb capacitat per a 2.600 persones
3. Parc Tecnològic de la Informació de Kigali, amb 32.000 m² d'espai comercial i de venda al detall, i
4. Un museu a la planta baixa del parc d'oficines del Parc Tecnològic.[1][4]

La construcció va començar el 2009 i fou completada en 2016.

## Propietat
Ultimate Concept Limited, el propietari-desenvolupador del centre de convencions, és una empresa ruandesa la titularitat de la qual es mostra a la taula següent:
| Rang | Nom del propietari                    | Percentatge |
| ---- | ------------------------------------- | ----------- |
| 1    | Prime Holdings Limited                | 50.0        |
| 2    | Fons de la Seguretat Social de Ruanda | 25.0        |
| 3    | Rwanda Investment Group               | 25.0        |
|      | Total                                 | 100.00      |